# Култура Северне Македоније
Овај чланак је део серије о култури Северне Македоније.

## Македонска култура
Народна библиотека Македоније основана је 23. новембра 1944. године. Године 1960. библиотека је, поред основне, националне функције дефинисана и као као општонаучна и универзитска библиотека Универзитета "Кирил и Методије" из Скопља, што је био званично уређено Законом о библиотечкој делатности Северне Македоније 1960. године. од тада ова библиотека носи име Национална и универзитетска библиотека „Св. Климент Охридски”.
Град Охрид је македонски и православни Јерусалим, музеј на отвореном, културна баштина се протеже од праисторије до данашњих дана, у њему је основан и деловао је први Свесловенски универзитет основан од Св. Климента Охридског и Св. Наума Охридског. Фреске и иконе у многим црквама и манастирима у Охриду и Северној Македонији су јединствене у свету. Река Радика и њен кањон је еколошка средина, природа је непоновљива, а манастир Св. Јован Бигорски је један од најлепших манастира на Балкану, располаже са јединственим олтаром у свету израђеном дубоким дуборезом. Захваљујући оваквим особеностима 1980. године Охридско језеро и град Охрид су проглашени за Светску баштину, под заштитом УНЕСКА.
У Битољу се одржава Међународни фестивал филмске камере „Браћа Манаки“, годишња манифестација основана 1950. године и најстарији је филмски фестивал на свету који вреднује сниматељски рад.
Галичка свадба је културна манифестација која се одржава сваке године на Петровдан 12. јула. Богата је по многим оригиналним македонским свадбарским обичајима и ритуалима.

## Образовање
По законима Северне Македоније, школовање је сваком доступно под једнаким условима. Основно школовање је обавезно, деца у основну школу полазе са навршених 6 или 7 година. Образовни систем је доживео значајне реформе у 2000-им, па је у складу са стандардима Европске уније и Болоњског процеса.
Више и високо образовање се реализује на вишим школама, факултетима и уметничким академијама. Данас у Северној Македонији делује пет државних универзитета.
Универзитет Св. Кирил и Методиј је најстарији и највећи македонски универзитет, са седиштем у Скопљу. Основан је 24. априла 1949. године са три факултета и састоји се од 23 факултета, 5 института и 4 јавне научне установе, као и од 6 других организација које сарађују с Универзитетом.

## Књижевност
Крсте Мисирков је своја дела За Македонските работи (За македонска дела) и Вардар писао на македонским говорима који су тада сматрани говорима српског језика. Исто деловање наставио је и Коста Кочо Рацин након Првог светског рата, који је писао песме и издавао их у новинама 1930-их. Рацинова збирка песама Бели мугри (Беле зоре), укључивала је много усмених песама, насталих у Краљевини Југославији, а говоре о Македонцима. Неки писци, као Коле Неделковски, радили су и издавали под политичким притиском.
Након Другог светског рата, Блаже Конески и други били су задужени за стандардизовање македонског језика. Након стандардизације књижевност на македонском језику је добила многе талентоване књижвенике. Најбоље македонско песништво писали су Ацо Шопов, Славко Јаневски, Блаже Конески и Гане Тодоровски. Јаневски је такође био писац проза и аутор првог македонског романа — Село зад седумте јасени (Село иза седам јасена). Његов најамбициознији рад били су 6 романа о македонској историји и роман под називом Тврдоглави, који говори о македонским легендама. Појавили су се и позоришни писци, а најпознатији су Коле Чашуле, Томе Арсовски и Горан Стефановски. Чашуле је такође написао неколико новела. Главна његова тема била је пораз идеалиста и идеала.
Најпознатији македонски писац проза је Живко Чинго, чији је скуп дела Пасквелија (1962) и Нова Пасквелија (1965), а говоре о замишљеној земљи где се сукобљавају старе традиције и револуционарне идеје.

## Позориште и филм
Браћа Манаки, Јанаки и Милтон били су фотографи и пионири кинематографије у тада отоманском делу Балкана.
Први атеље браћа Манаки отворили су у грчком граду Јањина (Ioannina) од 1898. и водили га до 1904. Исте године посетили су Битољ, где су на Широк-сокаку купили неки дућан, који су адаптирали у привремени фотографски атеље.
Године 1905. селе се у Битољ где су отворили свој стални атеље под називом Атеље за уметничку фотографију. Године 1907. Јанаки је у Лондону набавио кинематографску камеру типа Charles Urban Bioscope. Првенствено је снимао Милтон, у атељеу и на терену, и обрађивао фотографије, док се Јанакију, као ликовно образованијем, може приписати уметничко вођство и естетске вредности њихових дела. Милтон је снимио, фотографски или филмски, многе познате личности (нпр. турског султана, српског краља, и др) приликом њихових посета Битољу. Први биоскоп браћа Манаки отворили су у Битољу 1921, са првим приказаним филмом 26. августа. Првобитно је биоскоп радио на отвореном, а 15. септембра 1923. започео је рад биоскоп у сали. Биоскоп је изгорео у пожару 1939.
Први македонски играни филм био је Фросина, објављен 1952. Сценарио је написао Владо Малески, који је написао текст за македонску химну, а режирао га је Војислав Нановић. Први играни филм у боји је била Мис Стоун, филм о протестантској мисионарки у отоманској Македонији. Филм је објављен 1958. године. Најпознатији македонски режисер је Милчо Манчевски, чији је деби био филм Пре кише који је награђен Златним лавом за најбољи филм на Фестивалу у Венецији и номинован за Оскара.
Македонско народно позориште у Скопљу је најстарија позоришна институција у Македонији. Основано је одлуком АСНОМ-а 31. јануара 1945. године као драмски театар, у истој згради предратног Народног позоришта Краљ Александар I. Представе се изводе у другим градовима Македоније, а већа позоришта постоје у Штипу, Битољу, Струмици и Велесу.

## Музика
Северна Македонија има богату традицију фолклора и народне музике. Народна игра коло или оро је најомиљенији вид фолклора у Северној Македонији и разликује се од региона до региона. Најважнији представници македонске народне музике су: Александар Сариевски, Васка Илиева, Гоце Николовски‎ и Есма Реџепова.
Најпопуларнија рок група у земљи је Леб и сол, док је група Мизар једна од пионира дарк звука. Поп музика заузима значајно место, са извођачима као што су Тоше Проески, Каролина Гочева и Елена Ристеска. Земља има неколико великих фестивала као што је Скопље Џез Фестивал.
На избору за Песму Евровизије учествује од 1998. године и такмичења у Бирмингему. Први покушај наступа Северне Македоније на Песми Евровизије био је 1996. године са Калиопи и песмом „Само ти“, међутим, она није успела да прође пре-селекцију, што је ову земљу спречило да дебитује те године. Највећи успех Северна Македонија је показала у Атини 2006. када је Елена Ристеска освојила 12. место са песмом „Нинанајна“, као и 2012. када је Калиопи са песмом „Црно и бело“ делила 12. место са румунским представницима.

## Традиција
Кухиња
Македонска кухиња представља типичну балканску кухињу. Састоји се од турске, грчке и блискоисточне кулинарике. Нешто мање има италијанске, медитеранске и мађарске кулинарике. Због релативно топле климе, која је идеална за узраст воћа, поврћа и зачина, македонска кухиња је врло разнолика.
Такође је позната по добрим млечним производима, нарочито сиру (сирење, качкаваљ) а и по алкохолном пићу.
Традиционална македонска јела су: Шопска салата, Мусака, Сарма, Кори, Селско месо, Вардарско грне, Пастрмајлија, Тавче-гравче, Шкембе чорба, Кукурек и Охридска пастрмка.
Народна ношња
Македонска народна ношња има вековну традицију. Део је материјалне културе Македонаца и важна је грана македонске народне уметности. Македонци носе различите врсте народних ношњи, у зависности од региона где људи живе, као што су: Скопска Блатија, Скопска Црна Гора, Горњи Полог, Доњи Полог, Битољско-прилепско поље, Кочанска котлина, Преспа, Охрид, Дримкол, Малесија, Маријово, Овче поље и многи други. Сваки тип ношње има своје специфичности, али заједничко за све је присуство црвене, црне и беле боје и геометријским облицима на њему.

### Архитектура
Рурална архитектура у Македонији највећи је развој досегла у 19. веку. С аутентичним локалним архитектонским карактеристикама, она је део културе градитељског наслеђа Балкана. У 17. веку у сеоским насељима, најчешће збијеног типа, формиран је одређени облик под утицајем оријенталне архитектуре и локалних градитељских услова. У западној Македонији најчешће су грађене камене куће - тврђаве затвореног типа (Река, Струшки крај). То су највеће куће, с богатим естетским фасадним детаљима. Куће у планинским пределима дебелих су камених зидова са малим прозорима у масивном конструтивном систему. У Македонији је традиционална архитектура негована генерацијама. Постојале су градитељске школе које су на подручју Балканског полуострва најинтензивније радиле у 19. веку. Најпознатији мајстори потичу из реканско-дебарског подручја где је живело македонско племе Мијаци.
Дугогодишња ниска стопа раста државног капитала Северне Македоније и економска неразвијеност знатно су утицали на развој архитектуре у Северној Македонији. То је допринело да она данас нема ниједан облакодер виши од 70 метара. Највиша зграда је МРТ центар у власништву РТВ Македоније. Занимљиво је да су сви високи облакодери у Северној Македонији саграђени у времену њеног јединства са СФР Југославијом.
У изградњи су Куле Џевахир за које се очекују да буду највише зграде у Скопљу.
- Староградска отоманска архитектура — кућа Робевих у Охриду
- Традиционална кућа у селу Мало Илино
- Поглед на архитектуру Крушева
- Ристићева палата